# Piaskowanie (technologia)

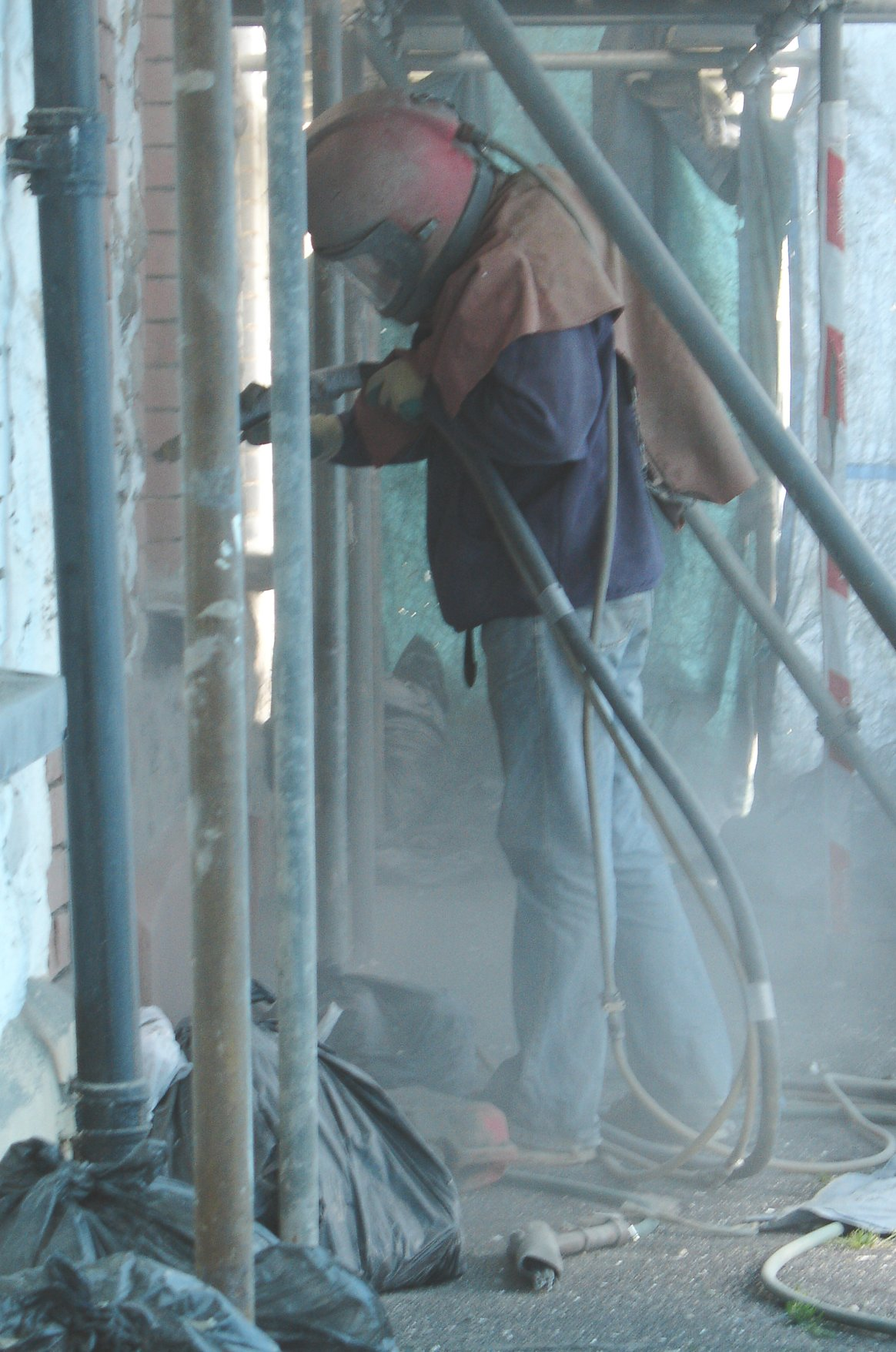
Pracownik podczas piaskowania ściany

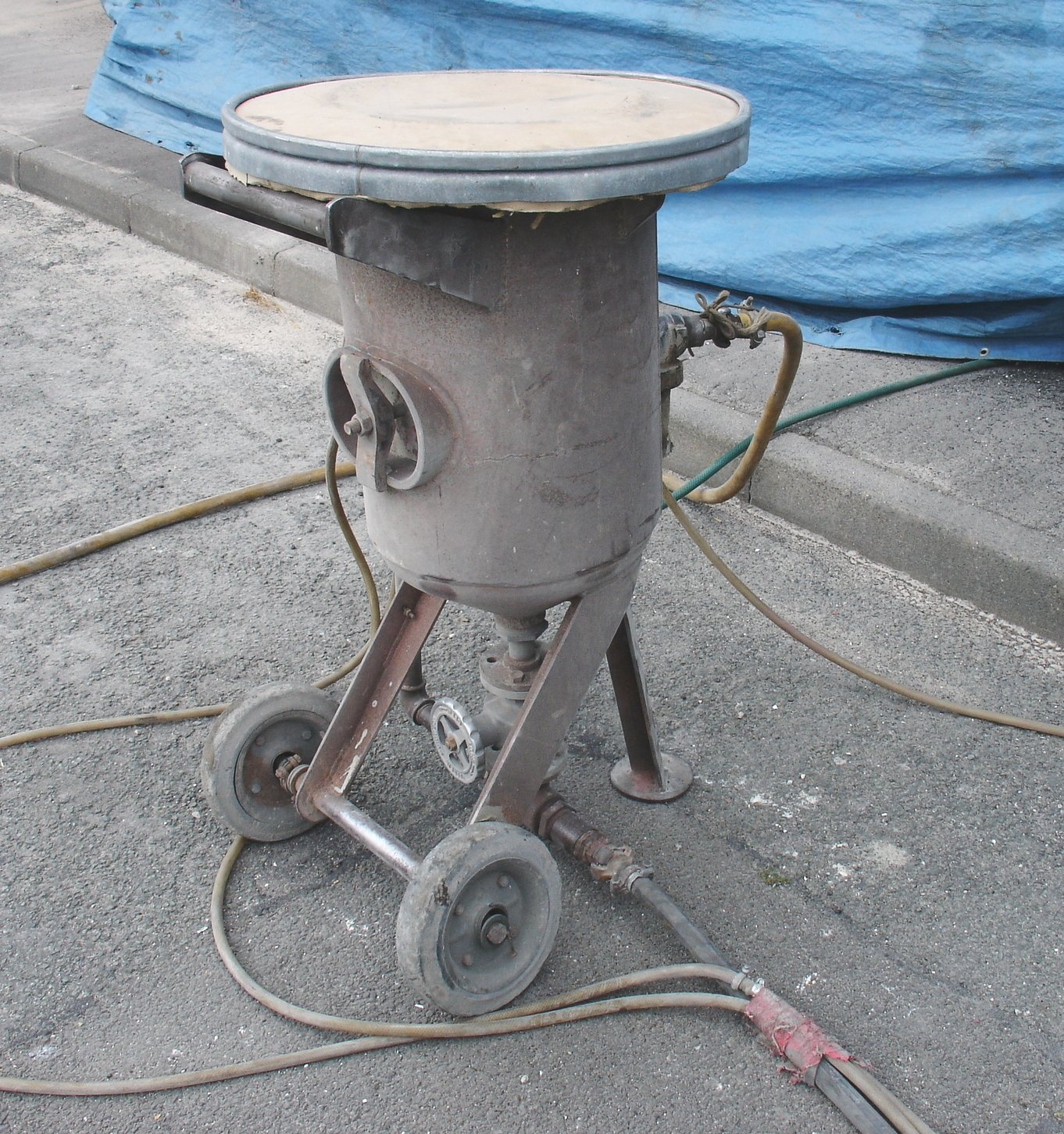
Urządzenie dodające piasek do sprężonego powietrza (u góry widoczne sito, przez które wsypywany jest piasek)

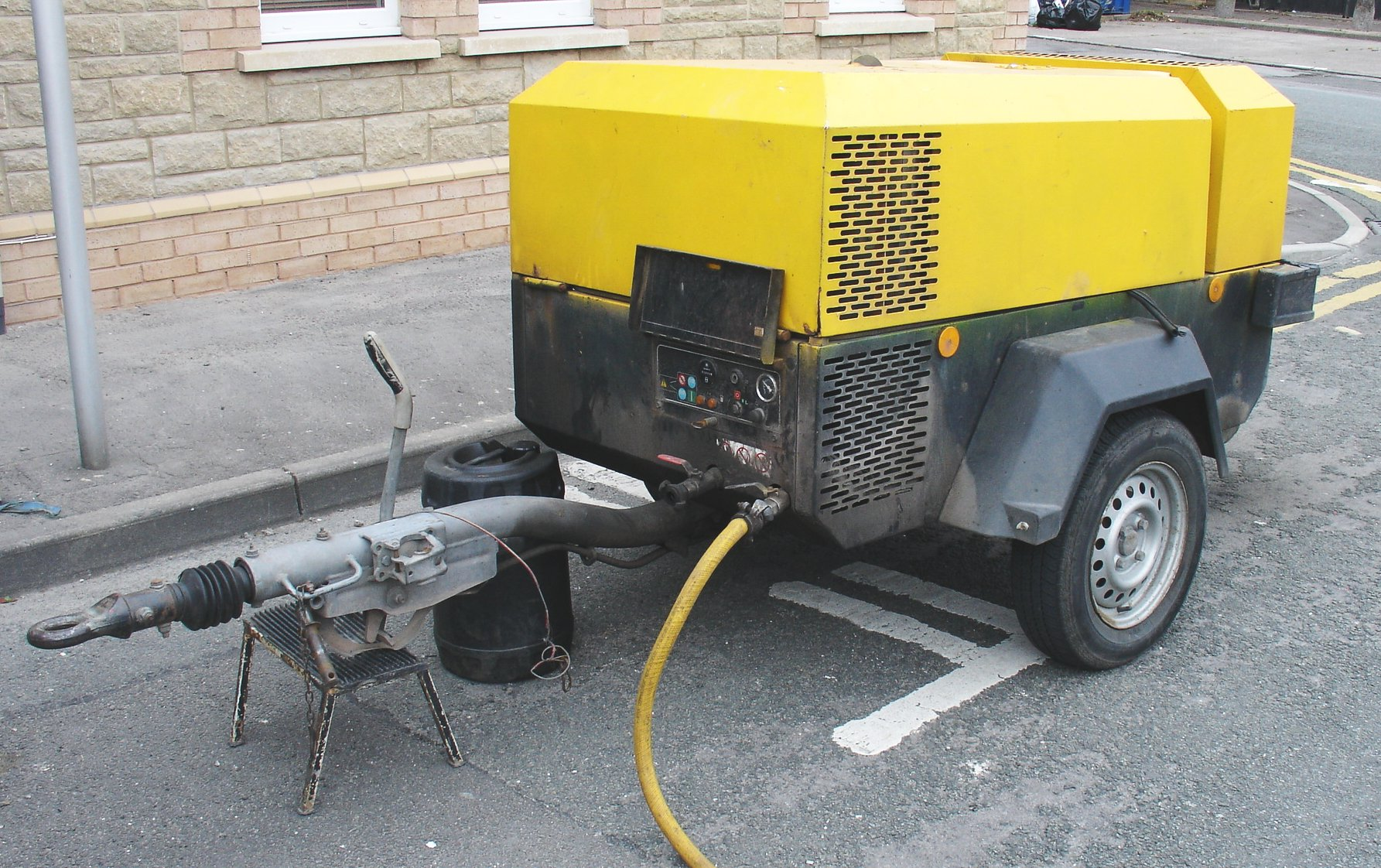
Kompresor z silnikiem Diesla używany jako źródło sprężonego powietrza

Piaskowanie – proces technologiczny polegający na czyszczeniu lub kształtowaniu dowolnej powierzchni materiałem ściernym w strumieniu sprężonego powietrza, ewentualnie cieczy.
Efekt piaskowania jest podobny do szlifowania, jednak czyszczona powierzchnia jest równiejsza i uzyskuje wymaganą do malowania szorstkość, a także nie ma problemów z czyszczeniem trudno dostępnych rogów lub zakrzywień.
Występują następujące klasy piaskowania, od najlepszej: SA3, SA2.5, SA2, SA1 oraz „stoczniowe” – SA1.5. Klasa SA3 możliwa jest do uzyskania tylko na nowej blasze.
Piaskowanie zostało opatentowane przez Benjamina Chew Tilghmana 18 października 1870.
Podczas piaskowania uderzające drobiny piasku (zazwyczaj oczyszczonego poprzez przesiewanie) mogą dostać się do płuc pracownika, co przy dłuższej pracy może wywołać jedną z chorób pylicznych, dlatego niedopuszczalne jest stosowanie suchego piasku kwarcowego jako ścierniwa lub dodatku do innych ścierniw, może on być wykorzystywany jedynie w technologiach pneumatycznych mokrych i wilgotnych. Rozróżnić możemy tutaj trzy główne metody: przy użyciu myjki ciśnieniowej, w płaszczu wodnym oraz hydropiaskowanie.  
Pracownik wykonujący piaskowanie powinien używać ubrania ochronnego zaopatrzonego w dopływ świeżego powietrza do oddychania (co jest widoczne na pierwszym zdjęciu).
Do piaskowania mogą być również użyte inne, dostatecznie rozdrobnione materiały: szlaka miedziowa, śrut, szkło, metal, suchy lód, granat (minerał), żużel, a nawet zmielone kawałki skorupy orzechów kokosowych i innych roślin, co pozwala na uzyskanie specyficznego wyglądu obrabianej powierzchni.
Piaskowanie śrutem nazywa się potocznie śrutowaniem. Wykonuje się je z reguły na hali ze względu na odzysk śrutu, chociaż są też urządzenia przenośne do śrutowania powierzchni płaskich, na przykład burt statków.
Wyjątkowe efekty można uzyskać poprzez użycie ekologicznego granulatu szklanego Blast Grit, który pozwala na wielokrotne użycie. Proces ten potocznie nazywa się szkiełkowaniem.

## Śrutowanie w przemyśle
W przemyśle stosuje się różne rodzaje śrutownic automatycznych, które są wykorzystywane do obróbki powierzchni elementów metalowych. Dobór odpowiedniego rodzaju śrutownicy zależy od charakterystyki obrabianych przedmiotów, wymagań produkcyjnych oraz specyfiki procesu.

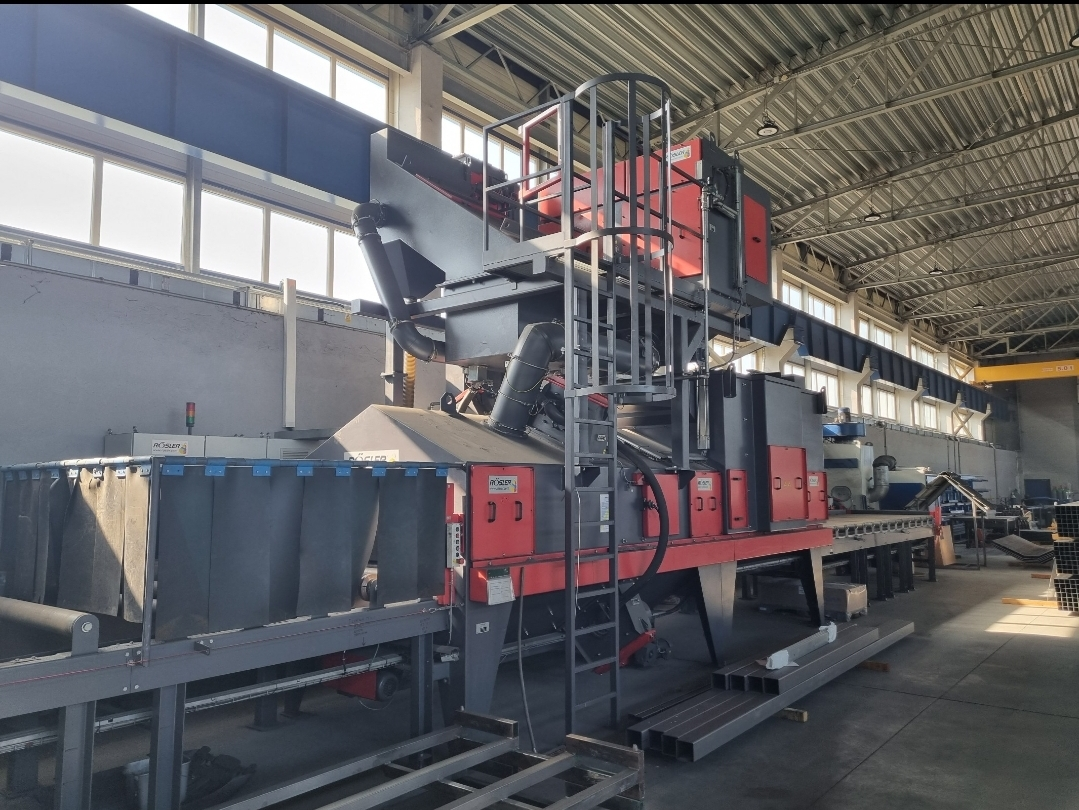
Przemysłowa śrutownica przelotowa

Do najpopularniejszych typów śrutownic automatycznych należą:
1. Śrutownice zawieszkowe - maszyny zaprojektowane do obróbki dużych, skomplikowanych lub delikatnych przedmiotów, które wymagają zawieszenia podczas procesu. Obrabiane elementy zawiesza się na specjalnych hakach lub zawieszkach, a następnie wprowadza do komory śrutowania. Dzięki temu rozwiązaniu ścierniwo dociera do wszystkich powierzchni elementu, co zapewnia skuteczne i równomierne oczyszczanie. Ten typ śrutownicy jest często stosowany w przemyśle motoryzacyjnym i lotniczym do obróbki elementów konstrukcyjnych.
2. Śrutownice przelotowe - maszyny przeznaczone do ciągłego śrutowania dużych partii produkcyjnych, szczególnie w przypadku długich profili, rur, blach czy konstrukcji stalowych. Elementy przemieszczają się przez komorę śrutowniczą za pomocą przenośników taśmowych lub rolkowych, co pozwala na zautomatyzowanie procesu i zwiększenie wydajności produkcji. Jest to rozwiązanie często stosowane w przemyśle budowlanym i stoczniowym.
3. Śrutownice bębnowe - maszyny wykorzystywane do obróbki drobnych lub niewielkich elementów o regularnych kształtach, takich jak odlewy, wkręty czy inne małe detale metalowe. Elementy umieszcza się w bębnie, który obraca się podczas procesu śrutowania, co umożliwia ich dokładne oczyszczenie ze wszystkich stron. Śrutownice bębnowe charakteryzują się dużą efektywnością i są szeroko stosowane w przemyśle maszynowym oraz metalurgicznym.
Automatyzacja procesów śrutowania przynosi wiele korzyści, takich jak zwiększenie wydajności, dokładności oraz powtarzalności obróbki. Dzięki zastosowaniu nowoczesnych technologii, śrutownice automatyczne są wyposażone w zaawansowane systemy sterowania, które umożliwiają precyzyjne dostosowanie parametrów śrutowania do konkretnych wymagań. 
Współczesne śrutownice są wyposażone w systemy monitorujące, które pozwalają na bieżąco kontrolować parametry takie jak prędkość obrotowa wirników, przepływ ścierniwa oraz stan filtrów. Dzięki temu możliwe jest szybkie wykrycie ewentualnych usterek lub zużycia części.